# 480 km Jarame 1989
480 km Jarame 1989 je bila tretja dirka Svetovnega prvenstva športnih dirkalnikov v sezoni 1989. Odvijala se je 25. junija 1989.

## Rezultati
| Poz    | Razred | Št  | Moštvo                           | Dirkači                             | Šasija                             | Gume | Krogi |
| Poz    | Razred | Št  | Moštvo                           | Dirkači                             | Motor                              | Gume | Krogi |
| ------ | ------ | --- | -------------------------------- | ----------------------------------- | ---------------------------------- | ---- | ----- |
| 1      | C1     | 62  | Team Sauber Mercedes             | Jean-Louis Schlesser Jochen Mass    | Sauber C9                          | M    | 145   |
| 1      | C1     | 62  | Team Sauber Mercedes             | Jean-Louis Schlesser Jochen Mass    | Mercedes-Benz M119 5.0L V8         | M    | 145   |
| 2      | C1     | 1   | Silk Cut Jaguar                  | Jan Lammers Patrick Tambay          | Jaguar XJR-9                       | D    | 144   |
| 2      | C1     | 1   | Silk Cut Jaguar                  | Jan Lammers Patrick Tambay          | Jaguar 7.0L V12                    | D    | 144   |
| 3      | C1     | 6   | Repsol Brun Motorsport           | Oscar Larrauri Jésus Pareja         | Porsche 962C                       | Y    | 143   |
| 3      | C1     | 6   | Repsol Brun Motorsport           | Oscar Larrauri Jésus Pareja         | Porsche Type-935 3.0L Turbo Flat-6 | Y    | 143   |
| 4      | C1     | 22  | Spice Engineering                | Wayne Taylor Thorkild Thyrring      | Spice SE89C                        | G    | 143   |
| 4      | C1     | 22  | Spice Engineering                | Wayne Taylor Thorkild Thyrring      | Ford Cosworth DFZ 3.5L V8          | G    | 143   |
| 5      | C1     | 61  | Team Sauber Mercedes             | Kenny Acheson Mauro Baldi           | Sauber C9                          | M    | 143   |
| 5      | C1     | 61  | Team Sauber Mercedes             | Kenny Acheson Mauro Baldi           | Mercedes-Benz M119 5.0L Turbo V8   | M    | 143   |
| 6      | C1     | 2   | Silk Cut Jaguar                  | John Nielsen Andy Wallace           | Jaguar XJR-9                       | D    | 142   |
| 6      | C1     | 2   | Silk Cut Jaguar                  | John Nielsen Andy Wallace           | Jaguar 7.0L V12                    | D    | 142   |
| 7      | C1     | 10  | Porsche Kremer Racing            | Giovanni Lavaggi George Fouché      | Porsche 962CK6                     | Y    | 141   |
| 7      | C1     | 10  | Porsche Kremer Racing            | Giovanni Lavaggi George Fouché      | Porsche Type-935 3.0L Turbo Flat-6 | Y    | 141   |
| 8      | C1     | 23  | Nissan Motorsports International | Mark Blundell Julian Bailey         | Nissan R89C                        | D    | 140   |
| 8      | C1     | 23  | Nissan Motorsports International | Mark Blundell Julian Bailey         | Nissan VRH35Z 3.5L Turbo V8        | D    | 140   |
| 9      | C1     | 13  | Courage Compétition              | Pascal Fabre Bernard de Dryver      | Cougar C22S                        | G    | 139   |
| 9      | C1     | 13  | Courage Compétition              | Pascal Fabre Bernard de Dryver      | Porsche Type-935 3.0L Turbo Flat-6 | G    | 139   |
| 10     | C1     | 37  | Toyota Team Tom's                | Johnny Dumfries                     | Toyota 89C-V                       | B    | 139   |
| 10     | C1     | 37  | Toyota Team Tom's                | Johnny Dumfries                     | Toyota R32V 3.2L Turbo V8          | B    | 139   |
| 11     | C1     | 5   | Repsol Brun Motorsport           | Harald Huysman Stanley Dickens      | Porsche 962C                       | Y    | 139   |
| 11     | C1     | 5   | Repsol Brun Motorsport           | Harald Huysman Stanley Dickens      | Porsche Type-935 3.0L Turbo Flat-6 | Y    | 139   |
| 12     | C1     | 34  | Porsche Alméras Montpellier      | Jacques Alméras Jean-Marie Alméras  | Porsche 962C                       | G    | 137   |
| 12     | C1     | 34  | Porsche Alméras Montpellier      | Jacques Alméras Jean-Marie Alméras  | Porsche Type-935 3.0L Turbo Flat-6 | G    | 137   |
| 13     | C2     | 101 | Chamberlain Engineering          | Fermín Velez Nick Adams             | Spice SE89C                        | G    | 135   |
| 13     | C2     | 101 | Chamberlain Engineering          | Fermín Velez Nick Adams             | Ford Cosworth DFL 3.3L V8          | G    | 135   |
| 14     | C2     | 103 | France Prototeam                 | Claude Ballot-Léna Bernard Thuner   | Spice SE88C                        | G    | 131   |
| 14     | C2     | 103 | France Prototeam                 | Claude Ballot-Léna Bernard Thuner   | Ford Cosworth DFL 3.3L V8          | G    | 131   |
| 15     | C1     | 72  | Obermaier Primagaz               | Jürgen Lässig Pierre Yver           | Porsche 962C                       | G    | 131   |
| 15     | C1     | 72  | Obermaier Primagaz               | Jürgen Lässig Pierre Yver           | Porsche Type-935 3.0L Turbo Flat-6 | G    | 131   |
| 16     | C1     | 20  | Team Davey                       | Tim Lee-Davey Max Cohen-Olivar      | Porsche 962C                       | D    | 129   |
| 16     | C1     | 20  | Team Davey                       | Tim Lee-Davey Max Cohen-Olivar      | Porsche Type-935 3.0L Turbo Flat-6 | D    | 129   |
| 17     | C2     | 111 | PC Automotive                    | Richard Piper Olindo Iacobelli      | Spice SE88C                        | G    | 126   |
| 17     | C2     | 111 | PC Automotive                    | Richard Piper Olindo Iacobelli      | Ford Cosworth DFL 3.3L V8          | G    | 126   |
| 18     | C2     | 107 | Tiga Racing Team                 | Mario Hytten Jari Nurminen          | Tiga GC289                         | G    | 120   |
| 18     | C2     | 107 | Tiga Racing Team                 | Mario Hytten Jari Nurminen          | Ford Cosworth DFL 3.3L V8          | G    | 120   |
| 19     | C2     | 102 | Chamberlain Engineering          | Luigi Taverna John Williams         | Spice SE86C                        | G    | 113   |
| 19     | C2     | 102 | Chamberlain Engineering          | Luigi Taverna John Williams         | Hart 418T 1.8L Turbo I4            | G    | 113   |
| 20 DNF | C1     | 21  | Spice Engineering                | Eliseo Salazar Ray Bellm            | Spice SE89C                        | G    | 121   |
| 20 DNF | C1     | 21  | Spice Engineering                | Eliseo Salazar Ray Bellm            | Ford Cosworth DFZ 3.5L V8          | G    | 121   |
| 21 DNF | C2     | 106 | Porto Kaleo Team                 | Ranieri Randaccio Pasquale Barberio | Tiga GC288/9                       | G    | 82    |
| 21 DNF | C2     | 106 | Porto Kaleo Team                 | Ranieri Randaccio Pasquale Barberio | Ford Cosworth 3.3L V8              | G    | 82    |
| 22 DNF | C2     | 171 | Team Mako                        | James Shead Robbie Stirling         | Spice SE88C                        | G    | 37    |
| 22 DNF | C2     | 171 | Team Mako                        | James Shead Robbie Stirling         | Ford Cosworth DFL 3.3L V8          | G    | 37    |
| 23 DNF | C2     | 178 | Didier Bonnet                    | Didier Bonnet Gérard Tremblay       | ALD C2                             | Y    | 13    |
| 23 DNF | C2     | 178 | Didier Bonnet                    | Didier Bonnet Gérard Tremblay       | BMW M80 3.5L I6                    | Y    | 13    |
| DNS    | C2     | 177 | Automobiles Louis Descartes      | Louis Descartes Alain Serpaggi      | ALD C289                           | G    | -     |
| DNS    | C2     | 177 | Automobiles Louis Descartes      | Louis Descartes Alain Serpaggi      | Ford Cosworth 3.3L V8              | G    | -     |

## Statistika
- Najboljši štartni položaj - #61 Team Sauber Mercedes - 1:15.580
- Najhitrejši krog - #61 Team Sauber Mercedes - 1:20.970
- Povprečna hitrost - 139.720 km/h